# Madonna col Bambino e san Giovannino (Paolo da San Leocadio)
La Madonna col Bambino e san Giovannino  è un dipinto del pittore Paolo da San Leocadio realizzato nel 1510 e conservato nel Museo delle belle arti di Valencia in Spagna.

## Storia
L'origine del dipinto non è nota, è entrato nel Museo di belle arti di Valencia il 19 febbraio 1963 per l'eredità fatta alla Real Academia de Bellas Artes de San Carlos de Valencia del matrimonio Goerlich-Miquel.
Non si conosce il luogo e l'anno della sua realizzazione, ma alcuni autori lo collocano intorno all'anno 1500 vedendo un parallelo con le figure di Sant'Orsola e El Salvador dalla pala che Leocadio dipinse a Vila-real. Altri sostengono che sia stato realizzato successivamente, nel XVI secolo inoltrato, rilevando in esso alcune influenze di Fernando Yáñez de la Almedina, che arrivò a Valencia nel 1506 con un bagaglio di stile Leonardesco che si diffuse rapidamente. Queste influenze si notano anche nella composizione del paesaggio, con un'atmosfera bluastra per suggerire la distanza, come nella leonardesca prospettiva aerea. 
Legato alla Madonna col Bambino e Giovannino di Valencia, c'è un altro panello con la stessa iconografia, firmato, in una collezione privata di Madrid. In questa tavola i personaggi sacri sembrano destinati ad uno sfondo più ampio, il che suggerisce l'ipotesi che la tavola di Valencia sia stata tagliata. La topografia della tavola di Madrid è simile ai paesaggi che compaiono in alcuni dipinti corrispondenti al palcoscenico gandienese del pittore, come l'Orazione nell'orto del retablo maggiore della Collegiata di Santa Maria di Gandia o l'Epifania del retablo del Monastero di Santa Clara, documentato tra il 1502 e 1510. Pertanto, il dipinto che si trova a Madrid sarebbe stato realizzato entro queste date e quello di Valencia più tardi, mostrando influenze paesaggistiche di Fernando de los Llanos.

## Descrizione
Questo dipinto è stato probabilmente concepito come un pezzo concesso per devozione privata. La Madonna appare al centro seduta tenendo la mano sinistra di Gesù bambino (seduto a sua volta su un cuscino sulle ginocchia di sua madre), dall'altra parte c'è San Giovanni in orazione, ospitato sotto il braccio di Maria con gesto protettivo ed entrambi la guardano. Le tre figure intrecciate formano una stretta composizione triangolare, sullo sfondo la linea dell'orizzonte molto alta permette un'ampia visione del vivace paesaggio mosso dalla massiccia vegetazione fiorita. In secondo piano c'è un'architettura classicheggiante con una nicchia che incornicia una statua su un piedistallo cubico rappresentante un nudo maschile. Lo stato di rovina dell'architettura e della statua semidistrutta (mutilata e senza braccia) danno un aspetto classico al paesaggio, che evoca il mondo dell'antichità secondo la sensibilità rinascimentale del tempo. Sullo sfondo del dipinto vi è il panorama di una collina con una città fortificata, dai profili vaghi e con il colore diminuito a causa della distanza. Questa maniera rimanda alla leonardesca Vergine delle Rocce, quindi Leocadio si separa dai suoi modi quattrocenteschi per la pienezza delle carnagioni, l'ombra più determinata e alcune forme arrotondate d'ispirazione toscana. Queste caratteristiche si allontanano da ciò che aveva fatto a Gandia in precedenza, per l'assenza di accenti nordici derivati dalle stampe di Schongauer.